# Else Nordhagen
Else Nordhagen (13 dicembre 1933 – Asker, 23 gennaio 2009) è stata una sciatrice alpina norvegese.

## Biografia
Sciatrice polivalente, Else Nordhagen debuttò in campo internazionale in occasione del trofeo Holmenkollen-Kandahar 1963 (Holmenkollen, 14-15 marzo), dove si classificò 9ª nello slalom gigante, 4ª nello slalom speciale e 5ª nella combinata; era stata selezionata per rappresentare la Norvegia ai IX Giochi olimpici invernali di Innsbruck 1964, ma non poté gareggiare a causa di un infortunio. Non prese parte a rassegne olimpiche o iridate.

## Palmarès

### Campionati norvegesi
- 1 medaglia:
  - 1 argento (slalom speciale nel 1963)[senza fonte]

## Riconoscimenti
- Årets Ski (2016)[1]